# Сере (місто, Греція)
Сере (грец. Σέρρες, болг. Сяр, мак. Сер) — місто в Греції, у периферії Центральна Македонія, столиця однойменного ному.

## Походження назви
Перша документована згадка про місто зустрінена у працях Геродота під назвою Сіріс (грец. Σίρις), датована 5 століттям до нашої ери. Теопомп називає місто Сірра (грец. Σίρρα). Пізніше воно згадується як Сіре (у множині) римським істориком Тітом Лівієм. З тих пір ім'я міста вживалось у множині. Проте від 5 століття нашої ери назва набула вигляду Серрес. Місто також відоме як Сер у сербській та Сяр — болгарській мовах. За катаревусою назва звучить як Серре (грец. Σέῤῥαι). Османи називало місто Серез або Сіроз.

## Історія
У Візантійську добу в Сері була побудована велика фортеця для охорони північного кордону імперії та стратегічно важливого перевалу Рупель на кордоні із Болгарією. Проте у 10 столітті болгарам вдалось захопити місто. 1196 року у битві при Сере візантійське військо було вщент розбите армією болгарського правителя Івана Асеня І. Дев'ять років по тому у 1205 році болгарський правитель Калоян переміг поблизу Серреса армію Латинської імперії і остаточно включив місто до складу Болгарського царства. 1256 року місто було завойоване Нікейською імперією.
У середині 14 століття Сере завоювала Сербія 1345 року, і місто стало столицею сербського короля Стефана Душана. Душан з нагоди перемоги нід колишнім потужним візантійським містом проголосив себе імператором сербів і греків. Після його смерті 1356 року імперія розпалася і Серресом управляла імператриця Ольга, проте вже 1365 року вона була скинута Йованом Углешом.
Після Битва при Мариці 1371 року Візантія повернула Серрес. Однак вже в 1383 Османська імперія спромоглась завоювати місто, яке одразу було перетворене на центр провінції Румелія між 1383—1826 роками, згодом Фессалонікського вілаєту в період між 1826—1912 роками.
На початку 20 століття місто стало центром боротьби з Османським пануванням. 1903 року відбулось Ілінденське повстання. В ході Першої Балканської війни болгарська армія 6 листопада 1912 захопила Сере. Місто було майже цілком зруйноване болгарами і мало відбудовуватись наново. Під час Першої світової та Другої світової воєн місто також неодноразово окуповувалось болгарами.

## Клімат
Місто знаходиться у зоні, котра характеризується морським кліматом. Найтепліший місяць — липень із середньою температурою 26.3 °C (79.3 °F). Найхолодніший місяць — січень, із середньою температурою 3.9 °С (39 °F).
| Клімат Сере             | Клімат Сере | Клімат Сере | Клімат Сере | Клімат Сере | Клімат Сере | Клімат Сере | Клімат Сере | Клімат Сере | Клімат Сере | Клімат Сере | Клімат Сере | Клімат Сере | Клімат Сере |
| Показник                | Січ.        | Лют.        | Бер.        | Квіт.       | Трав.       | Черв.       | Лип.        | Серп.       | Вер.        | Жовт.       | Лист.       | Груд.       | Рік         |
| Середній максимум, °C   | 8,1         | 10,6        | 14,6        | 19,6        | 25,3        | 29,9        | 32,1        | 31,6        | 28          | 21,2        | 13,7        | 9           | 20,3        |
| Середня температура, °C | 3,9         | 6,2         | 9,6         | 14,2        | 19,6        | 24,3        | 26,3        | 25,3        | 21,6        | 15,5        | 9,2         | 5           | 15,1        |
| Середній мінімум, °C    | −0,1        | 1,3         | 3,9         | 7,7         | 12,5        | 16,5        | 18,4        | 17,7        | 14,3        | 9,8         | 4,6         | 1,1         | 9           |
| Норма опадів, мм        | 32.1        | 40.6        | 33.2        | 37.6        | 47.7        | 40.7        | 29.1        | 30.2        | 20.7        | 38.3        | 50.7        | 47.6        | 448.5       |
| Днів з дощем            | 8,2         | 8,7         | 9,3         | 9,4         | 10,5        | 6,7         | 5,3         | 5,5         | 4,3         | 6,4         | 8,6         | 8,5         | 91,4        |
| Вологість повітря, %    | 77.1        | 71.7        | 68.1        | 63.2        | 59.8        | 53.8        | 51.7        | 54.5        | 59.5        | 69.6        | 76.8        | 80.2        | 65.5        |
| ----------------------- | ----------- | ----------- | ----------- | ----------- | ----------- | ----------- | ----------- | ----------- | ----------- | ----------- | ----------- | ----------- | ----------- |
| Джерело: Weatherbase    |             |             |             |             |             |             |             |             |             |             |             |             |             |

## Культура та спорт
За 10 км від міста Сере розташований жіночий монастир святого Іоана Хрестителя.
Міський футбольний клуб «Пансерраїкос» грає у Грецькій Суперлізі, серед його вихованців чемпіон Європи 2004 року Траянос Деллас.

## Населення
| Рік  | Населення |
| ---- | --------- |
| 1981 | 46,317    |
| 1991 | 49,830    |
| 2001 | 56,145    |
| 2011 | 76.240    |

## Персоналії
- Еммануїл Папас — герой Грецької революції.
- Глікерія — новогрецька співачка.
- Анна Діапантопулу — міністр освіти та релігії Греції.
- Стасіс Тавларідіс — футболіст.
- Ангелос Харістеас — футболіст клубу «Байєр Леверкузен», автор переможного м'яча на Євро-2004.
- Ешреф Едіп Ферган — турецький журналіст, видавець ісламістського журналу «Sebilürreşad».

## Міста-побратими
|          | Країна   | Місто          | Герб міста |
| -------- | -------- | -------------- | ---------- |
| Болгарія | Болгарія | Благоєвград    |            |
| Болгарія | Болгарія | Велико-Тирново |            |
| Болгарія | Болгарія | Петрич         |            |
| Франція  | Франція  | Фосс           |            |
| Ізраїль  | Ізраїль  | Ейлат          |            |